# 橋本敦
橋本 敦（はしもと あつし、1928年〈昭和3年〉8月23日 - 2021年〈令和3年〉8月29日）は、日本の元政治家、弁護士。日本共産党所属の元参議院議員（4期）。自由法曹団所属。

## 概要
大阪府出身。旧制浪速高等学校を経て、1951年、京都大学法学部を卒業。1957年、弁護士を開業。
1971年12月の大阪市長選挙に日本共産党推薦で立候補するも、現職の大島靖に敗れ落選。
1974年の第10回参議院議員通常選挙に大阪府選挙区から立候補し初当選した。ロッキード事件の調査のために訪米し、共産党国会議員団の代表として疑獄事件追及に関わる。
1980年の参院選は次点で落選。1983年の参院選は比例区で立候補し2期目の当選を果たした。
1987年、大韓航空機爆破事件を受けて北朝鮮の拉致に疑惑を感じ、調査を始める。
1988年3月、参議院予算委員会において日本人拉致問題に関する質問をして国家公安委員会委員長梶山静六から北朝鮮による関与が濃厚とする政府答弁を初めて引き出す（失踪問題を国会で初めて取り上げたのは1980年、公明党の和泉照雄。北朝鮮拉致問題を国会で初めて取り上げたのは1988年1月の民社党中央執行委員長塚本三郎）。1997年、再び拉致問題を参議院法務委員会で質問する。
1988年3月、清水市立第二中学校（現・静岡市立清水第二中学校）は、校則に合わない髪型をした男女4名の生徒の写真を卒業アルバムから外し、花壇の花の写真に差し替えた。「卒業アルバム事件」は新聞各紙で報じられ、同年3月31日、参議院法務委員会で橋本は、同校の措置は人格権の侵害であり、児童憲章違反であるとして当局を追及した。これを契機に文部省は4月25日、都道府県教育委員会に対し、校則の見直しを指示。管理教育の雪どけが始まった。
2001年の参院選には立候補せず4期で議員生活を終えた。引退直後に参議院から永年在職表彰を受けた。大阪府在住で北大阪総合法律事務所で弁護士活動をしていた。
2021年8月29日午前7時頃、老衰のため大阪府吹田市内で死去。93歳没。

## 兵本達吉による告発の主な内容とそれに対する橋本の反論
2002年、かつての秘書兵本達吉が橋本を「拉致事件の解明を妨害してきた張本人」だとして非難。橋本はこれに対し以下の反論をした。
- 兵本は、「私を除名したのは拉致問題解明の妨害」と主張。橋本は、「98年3月の時点で兵本は定年だった。兵本をやめさせたいのであればそこでやめさせればよかっただけの話だ。しかし私は定年延長の手続きをしている。除名の原因は5月に彼が、警察庁警備公安警察官に自分の採用を事実上依頼する対応をしたことである」と反論。
- 兵本は、「私が拉致の解明のために出張をしようとすると橋本にとめられた事があった」と主張。橋本は、「その件は党議員団が行うべき調査活動というようなものではなかったので止めただけで、拉致解明を妨害する意図などない」と反論。
- 兵本は、「橋本の質問内容はほとんど私が書いたもので、橋本はそれを読み上げただけ」と主張。橋本は、「拉致問題を取り上げようと言ったのは自分であるし、原稿も秘書の資料を踏まえて私が書いたもの」と反論。